# Giovanni Luca Chiavari
Giovanni Luca Chiavari a été le 98e doge de Gênes du 28 juin 1627 au 28 juin 1629.